# Mu isamaa, mu õnn ja rõõm

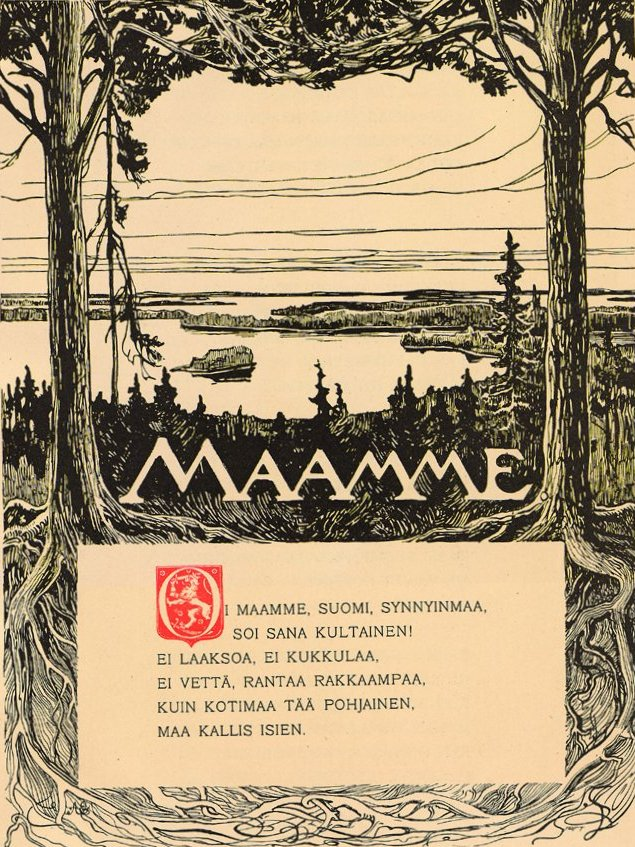
Het eerste gedicht van het Finse volkslied, Maamme, waar Mu isamaa, mu õnn ja rõõm van afgeleid is.

Mu isamaa, mu õnn ja rõõm (Estisch: Mijn vaderland, mijn trots en vreugde) is het volkslied van Estland. Het lied werd voor het eerst in 1920 als volkslied gekozen. Van 1956 tot 1990, tijdens de overheersing van de Sovjet-Unie, had Estland als volkslied de Hymne van de Estische Socialistische Sovjetrepubliek (Eesti NSV hümn). 
De tekst van het lied is geschreven door Johann Voldemar Jannsen, die een melodie uit 1848 van Friedrich Pacius gebruikte. Dezelfde melodie begeleidt ook het volkslied van Finland (Maamme). Het lied werd voor het eerst gezongen op het eerste Estische Zangfestival, dat in 1869 in Tartu plaatsvond. 

## Tekst
| Mu isamaa, mu õnn ja rõõm kui kaunis oled sa! Ei leia mina iial teal see suure, laia ilma peal, mis mul nii armas oleks ka, kui sa, mu isamaa! Sa oled mind ju sünnitand ja üles kasvatand; sind tänan mina alati ja jään sull' truuiks surmani, mul kõige armsam oled sa, mu kallis isamaa! Su üle Jumal valvaku, mu armas isamaa! Ta olgu sinu kaitseja ja võtku rohkest õnnista, mis iial ette võtad sa, mu kallis isamaa! | Mijn vaderland, mijn trots en vreugde, Hoe mooi bent u, Nooit zal ik iets vinden, Op deze wijde wereld, Dat mij net zo dierbaar zou kunnen zijn, Als u, mijn vaderland! U hebt mij immers voortgebracht, En opgevoed, U zal ik eeuwig dankbaar zijn, En tot mijn dood trouw zijn, Mijn liefste bent u, Mijn dierbaar vaderland! Moge God over u hoeden, Mijn dierbaar vaderland! Laat hem uw beschermer zijn, En moge rijkelijk gezegend zijn, Al wat u zult ondernemen, Mijn dierbaar vaderland! |